# Arrondissement Neufchâteau (België)
Het arrondissement Neufchâteau is een van de vijf arrondissementen van de provincie Luxemburg. Het arrondissement heeft een oppervlakte van 1.358,45 km² en telde 66.132 inwoners op 1 januari 2025.
Het arrondissement is zowel een bestuurlijk arrondissement als een gerechtelijk arrondissement. Ook de gemeenten Bastenaken, Bertogne, Fauvillers, Sainte-Ode en Vaux-sur-Sûre uit het arrondissement Bastenaken behoren tot het gerechtelijk arrondissement.

## Geschiedenis
Het arrondissement Neufchâteau ontstond in 1800 als eerste arrondissement in het Woudendepartement. Het bestond oorspronkelijk uit de kantons Neufchâteau, Bastenaken, Etalle, Fauvillers, Florenville, Houffalize, Paliseul, Sibret en Virton.
In 1815 werd het niet-Franse deel van het voormalige hertogdom Bouillon dat volgens het Congres van Wenen toekwam aan het Verenigd Koninkrijk der Nederlanden aangehecht van de Franse arrondissementen Mézières en Sedan. Dit deel vormde het nieuwe kanton Bouillon.
In 1823 werden de kantons Nassogne en Saint-Hubert aangehecht van het arrondissement Marche-en-Famenne. De kantons Etalle, Florenville en Virton werden afgestaan aan het nieuw gevormde arrondissement Virton. Verder werden de kantons Bastenaken, Fauvillers, Houffalize en Sibret afgestaan aan het nieuw gevormde arrondissement Bastenaken. Ten slotte werden nog enkele gemeenten afgestaan aan het nieuw gevormde arrondissement Aarlen. Hierdoor verloor het arrondissement de helft van zijn bevolking.
In 1977 werd de toenmalige opgeheven gemeente Sugny afgestaan aan het arrondissement Dinant en werden van datzelfde arrondissement de gemeenten Bure en Resteigne en een gebiedsdeel van Vresse-sur-Semois aangehecht. De gemeenten Anlier en Suxy werden afgestaan aan het arrondissement Virton en van datzelfde arrondissement werd een gebiedsdeel van Habay aangehecht. Van het arrondissement Marche-en-Famenne werd Grupont aangehecht. Aan het arrondissement Bastenaken werden ten slotte Juseret en Lavacherie afgestaan.

## Gemeenten en deelgemeenten
| Gemeenten: | | |
| - Bertrix - Bouillon (stad) - Daverdisse - Herbeumont | - Léglise - Libin - Libramont-Chevigny - Neufchâteau (stad) | - Paliseul - Saint-Hubert (stad) - Tellin - Wellin |
| Deelgemeenten: | | |
| - Anloy - Arville - Assenois - Auby-sur-Semois - Awenne - Bellevaux - Bertrix - Bouillon - Bras - Bure - Carlsbourg - Chanly - Corbion - Cugnon - Daverdisse - Dohan - Ébly - Fays-les-Veneurs - Framont - Freux - Gembes - Grandvoir - Grapfontaine - Grupont | - Halma - Hamipré - Hatrival - Haut-Fays - Herbeumont - Jehonville - Léglise - Les Hayons - Libin - Libramont - Lomprez - Longlier - Maissin - Mellier - Mirwart - Moircy - Neufchâteau - Noirefontaine - Nollevaux - Ochamps - Offagne - Opont - Orgeo - Paliseul | - Porcheresse - Poupehan - Recogne - Redu - Remagne - Resteigne - Rochehaut - Sainte-Marie-Chevigny - Saint-Hubert - Saint-Médard - Saint-Pierre - Sensenruth - Smuid - Sohier - Straimont - Tellin - Tournay - Transinne - Ucimont - Vesqueville - Villance - Vivy - Wellin - Witry |

## Demografische evolutie
- Bron:NIS - Opm:1806 t/m 1980=volkstellingen; vanaf 1990= inwoneraantal per 1 januari

| Inwoners van jaar tot jaar op 1 januari 1992 tot heden | Inwoners van jaar tot jaar op 1 januari 1992 tot heden | Inwoners van jaar tot jaar op 1 januari 1992 tot heden |
| Jaar                                                   | Aantal                                                 | Evolutie: 1992=index 100                               |
| ------------------------------------------------------ | ------------------------------------------------------ | ------------------------------------------------------ |
| 1992                                                   | 54.109                                                 | 100,0                                                  |
| 1993                                                   | 54.541                                                 | 100,8                                                  |
| 1994                                                   | 54.783                                                 | 101,2                                                  |
| 1995                                                   | 54.935                                                 | 101,5                                                  |
| 1996                                                   | 54.991                                                 | 101,6                                                  |
| 1997                                                   | 55.055                                                 | 101,7                                                  |
| 1998                                                   | 55.189                                                 | 102,0                                                  |
| 1999                                                   | 55.380                                                 | 102,3                                                  |
| 2000                                                   | 55.598                                                 | 102,8                                                  |
| 2001                                                   | 55.743                                                 | 103,0                                                  |
| 2002                                                   | 56.039                                                 | 103,6                                                  |
| 2003                                                   | 56.331                                                 | 104,1                                                  |
| 2004                                                   | 56.687                                                 | 104,8                                                  |
| 2005                                                   | 57.231                                                 | 105,8                                                  |
| 2006                                                   | 57.660                                                 | 106,6                                                  |
| 2007                                                   | 58.151                                                 | 107,5                                                  |
| 2008                                                   | 58.745                                                 | 108,6                                                  |
| 2009                                                   | 59.385                                                 | 109,8                                                  |
| 2010                                                   | 59.861                                                 | 110,6                                                  |
| 2011                                                   | 60.368                                                 | 111,6                                                  |
| 2012                                                   | 60.791                                                 | 112,3                                                  |
| 2013                                                   | 61.231                                                 | 113,2                                                  |
| 2014                                                   | 61.571                                                 | 113,8                                                  |
| 2015                                                   | 62.099                                                 | 114,8                                                  |
| 2016                                                   | 52.360                                                 | 115,2                                                  |
| 2017                                                   | 62.777                                                 | 116,0                                                  |
| 2018                                                   | 63.041                                                 | 116,5                                                  |
| 2019                                                   | 63.375                                                 | 117,1                                                  |
| 2020                                                   | 63.763                                                 | 117,8                                                  |
| 2021                                                   | 64.354                                                 | 118,9                                                  |
| 2022                                                   | 64.923                                                 | 120,0                                                  |
| 2023                                                   | 65.655                                                 | 121,3                                                  |
| 2024                                                   | 65.901                                                 | 121,8                                                  |
| 2025                                                   | 66.132                                                 | 122,2                                                  |

Aalst · Aarlen · Aat · Antwerpen · Bastenaken · Bergen · Borgworm · Brugge · Brussel-Hoofdstad · Charleroi · Dendermonde · Diksmuide · Dinant · Doornik-Moeskroen · Eeklo · Gent · Halle-Vilvoorde · Hasselt · Hoei · Ieper · Kortrijk · La Louvière · Leuven · Luik · Maaseik · Marche-en-Famenne · Mechelen · Namen · Neufchâteau · Nijvel · Oostende · Oudenaarde · Philippeville · Roeselare · Sint-Niklaas · Thuin · Tielt · Tongeren · Turnhout · Verviers · Veurne · Virton · Zinnik